# Őrjöngő Orlando
Az Őrjöngő Orlando (Orlando Furioso) Vivaldi 1727-ben Velencében bemutatott háromfelvonásos operája, amit Ludovico Ariosto eposza alapján írt. A bemutató nagy sikert aratott, az opera zenéjét a zeneszerző később Atenadie című színpadi művének komponálása közben is felhasználta. Egyébként magát a témát már évekkel korábban is feldolgozta Orlando finto pazzo címen. Az opera később többszöri átalakításon, dramaturgiai átdolgozáson ment át az egyes felújítások és bemutatók alkalmával, így később aprólékos munkával kellett helyreállítani az eredeti alakját. Nagyrészt ennek tudható be, hogy a darab modern bemutatójára egészen 1978-ig kellett várni. Ekkor Veronában állították színpadra a művet, azóta több nagy operaházban is bemutatták, és az egyik legnépszerűbb Vivaldi-opera lett. Hazánkban néhány előadás erejéig a Budapesti Kamaraopera játszotta az darabot. A 2011-es Budapesti Tavaszi Fesztiválon koncertszerű előadás keretében került színpadra a Művészetek Palotájában.

## Az opera szereplői és helyszínei
| Szereplő                      | Hangfekvés                                                   |
| ----------------------------- | ------------------------------------------------------------ |
| Angelica, Orlando szerelme    | szoprán                                                      |
| Orlando, lovag                | mezzoszoprán vagy kontratenor (eredetileg kasztrált szoprán) |
| Alcina, varázslónő            | mezzoszoprán                                                 |
| Bradamante, Ruggerio szerelme | alt                                                          |
| Medoro, hajótörött lovag      | tenor                                                        |
| Ruggiero                      | kontratenor (eredetileg kasztrált szoprán)                   |
| Astolfo, Alcina udvarlója     | basszbariton                                                 |

- Történik: Alcina varázsbirodalmában, mondai időkben
- Helyszínek: I. felvonás: Alcina varázskertje; II. felvonás: 1. kép: egy liget, 2. kép: hegyvidék, 3. kép: egy liget; III. felvonás: tér Hecate temploma előtt
- Játék idő: körülbelül három óra

## Az opera cselekménye

### I. felvonás
Alcina varázsszigetén Angelica találkozik Medoróval, a hajótörésből a varázslónő segítségével megmenekült lovaggal. Angelica beleszeret a férfibe, Medoro is viszonozza érzelmeit. Ezután lép színre Orlando, Angelica korábbi udvarlója. Rögtön felébred benne a féltékenység Medoro iránt, de Angelica azt hazudja neki, hogy a lovag a testvére. Alcina eközben szemet vett Ruggiero lovagra: varázsereje segítségével elfelejteti vele Bradamante iránt érzett szerelmét. Az elbűvölt férfi éppen új szerelmével enyeleg, amikor színre lép Bradamante, aki álnéven mutatkozik be Alcinának. Miután kettesben marad szerelmével, számon kéri rajta hűtlenségét. Majd mikor látja, hogy Ruggiero azt sem tudja kicsoda ő, átnyújtja neki varázserejű gyűrűjét, amellyel sikerült visszahódítania a lovagot. Ruggiero a bocsánatáért esedezik.

### II. felvonás
Egy ligetben Astolfo szerelmet vall Alcinának, de kosarat kap. A varázslónő kedveli a férfit, de szeretni nem tudja. Eközben a hegyek között Angelica elmondja Medorónak, hogyan szabadulhatnak meg Orlandótól. Angelica azt fogja hazudni neki, hogy a hegyekben van elrejtve az örök ifjúság itala, és elküldi, hogy keresse meg neki. Meg is jelenik Orlando, és miután imádottja előadja neki kérését, neki is vág a zord szirteknek, de egy barlangban Alcina csapdájába esik. A lovag elveszti minden reményét, hogy valaha is újra láthatja szerelmesét, de végül sikerül kiszabadulnia a varázslónő börtönéből. Közben Angelica és Medoro egy ligetben összeházasodnak, és egy fába vésik be szerelmi vallomásukat. Miután elmennek, megjelenik Orlando. Elolvassa a fába vésett szerelmi vallomást és éktelen dühre gerjed, egyetlen hatalmas kardcsapással kidönti a fát.

### III. felvonás
Tér Hekaté temploma előtt. Astolfo halottnak hiszi Orlandót, Ruggiero és Bradamante (aki lovagnak öltözött) bosszút forral Alcina ellen. A varázslónő erejének titka egy urnába van rejtve, amit a templomba akarnak zárni. Alcina visszatérésére várnak. A varázslónő beleszeret a férfinek öltözött Bradamantébe is. Orlando jelenik meg, aki zavartan beszél mindenfélét, még franciául is, aztán Angelica és Medordo bűnös házasságáról szól. Mindenki azt hiszi, hogy az elméje végleg elborult. Egyedül hagyják. Orlando tovább vizionál, s a templom oromzaton Merlin szobrát Angelicának nézi. Hozzá akar sietni, de akkor azt képzeli, hogy a szobor láthatatlan őre, Aronte támad rá. Hadakozni kezd vele és megöli. Ezzel akaratlanul is megtöri Alcina varázserejét. A lovag kimerült, egy elhagyatott tisztáson lepihen. Amikor Alcina megtudja, mit tett a lovag, meg akarja bosszulni. Egy tőrrel az alvó Orlandóhoz lopakodik, de megjelenik Bradamante és Ruggiero, akik megakadályozzák a gyilkosságot. Astolfo visszatér és fogságba ejti Alcinát, Orlando elméje pedig lassan kitisztul és belenyugszik Angelica és Medoro házasságába.

## Az opera zenéje
Az opera librettója Grazio Braccioli munkája, aki az eposz feldolgozása során egybekapcsolta a különböző részekben előforduló alakokat és eseményeket. Ezáltal ötletes megoldások egész sorára adott lehetőséget Vivaldinak. A zeneszerző nagyon hatásosan kezelte a recitativót művében, gyakorlatilag az egész darabra jellemző a recitativók míves kidolgozása. A basso continuo által kísért recitatív részek számtalanszor találóan fejezik ki a szereplők érzelmeit. Jó példa erre Orlando örülési jelenete, ahol a címszereplő recitativóban adja elő vízióit, a vokális és a harmóniai egzaltáltságot pedig Orlando és a zenekar dialógusai erősítik meg. Alcina recitativóit mindig sötét, orgonaszerű continuo kíséri, de orgona visszhangja válaszol a fogoly Orlandónak is a varázslónő barlangjában.
Az áriákban a zenekar szinte versenyre kel az énekszólamokkal, még erőteljesebben aláfestve az érzelmeket. Jó példa erre Ruggiero első felvonásbeli, fuvolaszólóval kísért áriája, melyben a fuvola szinte versenyez szólamának nehézségével a vokális résszel. A jelenetszerkesztés a korabeli elvárásoknak megfelelően sztereotip: a szereplők egyenként lépnek színre, a recitativók által párbeszédbe keverednek, majd eléneklik, visszatéréses, zenekari közjátékkal kiegészített áriáikat.
A történetből a teátrális hatások mellett nem hiányoznak a szcenikai trükkök és csodák sem. Vivaldinak sikerült az események drámai igényeit és a figurák változatos érzelmi kifejezésének szempontját összeegyeztetni. Ez azoknál a részeknél sikerült a legjobban, ahol a szerző nem kényszerült a háromrészes da capo ária szimmetriája, valamint a recitativó-ária, akció és gondolat monoton ismétlődésének bilincsébe. Orlando örülési jelenetében például a zene valósággal felszabadul minden konvenció alól: a recitativo itt a költői szöveg kifejezőerejének gazdagságával és a zenei gesztusok bőségével jellemzi a címszereplő zaklatott lelkiállapotát.

## CD ajánló
Orlando – Anne Desler, Angelica – Nicki Kennedy, Alcina – Marina De Liso, Bradamante – Lucia Sciannimanico, Medoro – Luca Dordolo, Ruggiero – Thierry Gregoire, Astolfo – Martin Kronthaler, Astolfo – Martin Kronthaler; Közreműködik: Coro da Camera Italiano, a Modo Antiquo zenekar, vezényel: Federico Maria Sardelli, a felvétel éve: 2002, megjelenés: Cpo 2008, 3 CD, DDD, 777–095–2
Orlando – Marie-Nicole Lemieux, Alcina – Jennifer Larmore, Angelica – Veronica, Cangemi,  Bradamante – Ann Hallenberg, Medoro – Blandine Staskiewicz, Ruggiero – Philippe Jaroussky, Astolfo – Lorenzo Regazzo. Közreműködik: Choeur Les Eléments, kórusmester: Joël Suhubiette, Matheus együttes, vezényel: Jean-Christophe Spinosi. Felvétel időpontja: 2004. október 19. Franciaország, Bretagne, Église Abbatiale de Daoulas. Kiadás: 2004 Naïve, 3 CD DDD B00061ZKP8

## DVD ajánló
Orlando – Marylin Horne, Angelica – Susan Patterson, Alcina – Kathleen Kuhlmann, Bradamante – Sandra Walker, Ruggiero – Jeffrey Gall, Medoro – William Matteuzzi, Astolfo – Kevin Langan. Rendező:  Pier Luigi Pizzi , Közreműködik: a San Fransiscói Operaház kórusa és zenekara, vezényel: Randall Behr.  Felvétel éve: 1989. San Fransiscói Operaház. Kiadás: Arthaus Musik, 2001 1 DVD, PCM Stereo  Dolby Digital 5.1. Feliratok: angol, francia, német, olasz, spanyol, kínai nyelven.